# 한국의 외국인 선교사 목록
한국의 외국인 선교사 목록(List of Foreign Missionary of South Korea)이란 한국 초기 교회에서 잘 알려진 외국인 선교사들 목록이다. 목록은 아래와 같다. 출생연도에 따라서 기록되었다.

## 목록
- 언더우드
- 아펜젤러
- 마포 삼열
- 아더 태펀 피어선
- 왕길지
- 하비 콘
- 제임스 게일